# بيتر فاغنر (عالم اجتماع)
بيتر فاغنر (بالألمانية: Peter Wagner)‏ هو عالم اجتماع ألماني، ولد في 18 سبتمبر 1956 في لوتينبورغ في ألمانيا.